# Diestrammena
Diestrammena is een geslacht van rechtvleugeligen uit de familie grottensprinkhanen (Rhaphidophoridae). De wetenschappelijke naam van dit geslacht is voor het eerst geldig gepubliceerd in 1888 door Brunner von Wattenwyl.

## Soorten
Het geslacht Diestrammena omvat de volgende soorten:
- Diestrammena acutilobata Gorochov, 2010
- Diestrammena annandalel Griffini, 1915
- Diestrammena aspes Rampini & di Russo, 2008
- Diestrammena belousovi Gorochov, 2010
- Diestrammena berezovskii Adelung, 1902
- Diestrammena bifurcata Gorochov, 2010
- Diestrammena borutzkyi Gorochov, 1994
- Diestrammena brevicauda Karny, 1934
- Diestrammena bruneri Karny, 1934
- Diestrammena brunneri Adelung, 1902
- Diestrammena caudata Gorochov, Rampini & di Russo, 2006
- Diestrammena caverna Jaio, Niu, Liu, Lei & Bi, 2008
- Diestrammena chenhui Rampini & di Russo, 2008
- Diestrammena chinensis Storozhenko, 1990
- Diestrammena coomani Chopard, 1929
- Diestrammena coreana Yamasaki, 1969
- Diestrammena crenata di Russo & Rampini, 2005
- Diestrammena cuenoti Chopard, 1929
- Diestrammena davidi Sugimoto & Ichikawa, 2003
- Diestrammena denticulata Gorochov, 2010
- Diestrammena elegantissima Griffini, 1912
- Diestrammena fallax Zhang & Liu, 2009
- Diestrammena femorata Zhang & Liu, 2009
- Diestrammena ferecaeca Gorochov, Rampini & di Russo, 2006
- Diestrammena gansu Gorochov, 2010
- Diestrammena gigas Sugimoto & Ichikawa, 2003
- Diestrammena goliath Bey-Bienko, 1929
- Diestrammena gonggashanica Zhang & Liu, 2009
- Diestrammena griffinii Chopard, 1916
- Diestrammena heinrichi Ramme, 1943
- Diestrammena hisanorum Sugimoto & Ichikawa, 2003
- Diestrammena hoffmani Karny, 1934
- Diestrammena improvisa Gorochov, 2010
- Diestrammena indica Chopard, 1921
- Diestrammena indivisa Zhang & Liu, 2009
- Diestrammena inexpectata Sugimoto & Ichikawa, 2003
- Diestrammena ingens Karny, 1915
- Diestrammena iriomotensis Gorochov, 2002
- Diestrammena itodo Sugimoto & Ichikawa, 2003
- Diestrammena japanica Blatchley, 1920
- Diestrammena kabaki Gorochov, 2010
- Diestrammena kurilensis Storozhenko, 1990
- Diestrammena lata Zhang & Liu, 2009
- Diestrammena latellai Rampini & di Russo, 2008
- Diestrammena longicauda Karny, 1934
- Diestrammena longilamina Zhang & Liu, 2009
- Diestrammena nicolai Gorochov, 2002
- Diestrammena nocturna Gorochov, 1992
- Diestrammena omninocaeca Gorochov, Rampini & di Russo, 2006
- Diestrammena ovalilobata Gorochov, 2010
- Diestrammena palliceps Walker, 1869
- Diestrammena racovitzai Chopard, 1916
- Diestrammena rammei Karny, 1926
- Diestrammena robusta Ander, 1932
- Diestrammena roundata Zhang & Liu, 2009
- Diestrammena semicrenata Gorochov, Rampini & di Russo, 2006
- Diestrammena sichuana Gorochov, 2010
- Diestrammena solida Gorochov, Rampini & di Russo, 2006
- Diestrammena sonlaensis Gorochov, 1990
- Diestrammena svenhedini Karny, 1934
- Diestrammena taniusagi Sugimoto & Ichikawa, 2003
- Diestrammena taramensis Sugimoto & Ichikawa, 2003
- Diestrammena tianmushanensis Liu & Zhang, 2001
- Diestrammena tonkinensis Chopard, 1929
- Diestrammena tsongkhapa Würmli, 1973
- Diestrammena tsushimensis Storozhenko, 1990
- Diestrammena unicolor Brunner von Wattenwyl, 1888
- Diestrammena valida Chopard, 1921
- Diestrammena wuyishanica Zhang & Liu, 2009
- Diestrammena yakumontana Sugimoto & Ichikawa, 2003
- Diestrammena zorzini Rampini & di Russo, 2008